# Adapsilia latipennis
Adapsilia latipennis är en tvåvingeart som först beskrevs av Walker 1849.  Adapsilia latipennis ingår i släktet Adapsilia och familjen Pyrgotidae. Inga underarter finns listade i Catalogue of Life.